# يان ديفيدسون (لاعب كرة قدم)
يان ديفيدسون (بالإنجليزية: Ian Davidson)‏ (31 يناير 1947 بجوول في المملكة المتحدة - ) هو لاعب كرة قدم بريطاني في مركز قلب الدفاع. لعب مع ستوكبورت كونتي وسكونثورب يونايتد ونادي بورنموث ونادي يورك سيتي وهال سيتي.

## وصلات خارجية
- يان ديفيدسون على موقع قاعدة بيانات كرة القدم.إي يو (الإنجليزية)